# IC 254
IC 254 ist eine linsenförmige Galaxie vom Hubble-Typ SB0 im Sternbild Walfisch südlich des Himmelsäquators, die schätzungsweise 332 Millionen Lichtjahre von der Milchstraße entfernt ist.
Im selben Himmelsareal befinden sich unter anderem die Galaxien NGC 1065, IC 251, IC 252, IC 253.
Das Objekt wurde am 5. Dezember 1891 vom französischen Astronomen Stéphane Javelle entdeckt.